# Splash Damage
Splash Damage – brytyjska firma specjalizującą się w produkcji gier FPS dla wielu graczy. Ich najbardziej znaną produkcją jest Wolfenstein: Enemy Territory.

## Gry
| Rok produkcji | Nazwa                                           | Platformy | Platformy | Platformy | Platformy | Platformy | Platformy | Platformy | Platformy |
| Rok produkcji | Nazwa                                           | iOS       | Lin       | Mac       | PS3       | Web       | Win       | X360      | XBO       |
| ------------- | ----------------------------------------------- | --------- | --------- | --------- | --------- | --------- | --------- | --------- | --------- |
| 2002          | Return to Castle Wolfenstein (gra wieloosobowa) | Nie       | Tak       | Tak       | Nie       | Nie       | Tak       | Nie       | Nie       |
| 2003          | Wolfenstein: Enemy Territory                    | Nie       | Tak       | Tak       | Nie       | Nie       | Tak       | Nie       | Nie       |
| 2004          | Doom 3 (gra wieloosobowa)                       | Nie       | Tak       | Tak       | Nie       | Nie       | Tak       | Nie       | Nie       |
| 2007          | Enemy Territory: Quake Wars                     | Nie       | Tak       | Tak       | Tak       | Nie       | Tak       | Tak       | Nie       |
| 2011          | Brink                                           | Nie       | Nie       | Nie       | Tak       | Nie       | Tak       | Tak       | Nie       |
| 2012          | RAD Soldiers                                    | Tak       | Nie       | Nie       | Nie       | Tak       | Nie       | Nie       | Nie       |
| 2013          | Batman: Arkham Origins (gra wieloosobowa)       | Nie       | Nie       | Nie       | Tak       | Nie       | Tak       | Tak       | Nie       |
| 2014          | Dirty Bomb                                      | Nie       | Nie       | Nie       | Nie       | Nie       | Tak       | Nie       | Nie       |
| 2015          | Tempo                                           | Tak       | Nie       | Nie       | Nie       | Nie       | Nie       | Nie       | Nie       |
| 2015          | Gears of War: Ultimate Edition                  | Nie       | Nie       | Nie       | Nie       | Nie       | Tak       | Nie       | Tak       |
| 2016          | Gears of War 4 (gra wieloosobowa)               | Nie       | Nie       | Nie       | Nie       | Nie       | Tak       | Nie       | Tak       |
| 2019          | Gears 5 (gra wielosobowa)                       | Nie       | Nie       | Nie       | Nie       | Nie       | Tak       | Nie       | Tak       |
| 2019          | Halo: The Master Chief Collection               | Nie       | Nie       | Nie       | Nie       | Nie       | Tak       | Nie       | Tak       |
| 2020          | Gears Tactics                                   | Nie       | Nie       | Nie       | Nie       | Nie       | Tak       | Nie       | Tak       |

## Nagrody
| Rok  | Nagroda                                                       | Rezultad  |
| ---- | ------------------------------------------------------------- | --------- |
| 2008 | Develop Industry Excellence Award for Best Independent Studio | Wygrana   |
| 2008 | Ultraweb Level 4 Award                                        | Wygrana   |
| 2008 | Golden Joystick Award za UK Developer of the Year             | Nominacja |
| 2009 | Guardian Top 100 UK Tech & Media Companies                    | Wygrana   |